# Байсс, Поль
Поль Адрие́н Байсс (фр. Paul Adrien Baysse; 18 мая 1988, Таланс, Бордо) — французский футболист, защитник клуба «Бордо».

## Карьера

### «Бордо»
Байсс начинал карьеру в родном Бордо: сначала в маленьком клубе «Сен-Медар-ан-Жаль», затем в академии «Бордо». В начале сезона 2006/07 Поль подписал свой первый профессиональный контракт с «Бордо», однако в итоге за клуб так и не сыграл.

### «Седан»
В 2007 году Байсс отправился в аренду в «Седан» сроком на один сезон без права выкупа. В дебютном матче за новый клуб в Лиге 2 он отметился голом в ворота «Анже». Вернувшись в «Бордо» из аренды, Байсс принимал участие в пробных тренировках в «Блэкберн Роверс», однако в итоге подписал трёхлетний контракт с «Седаном». По итогам сезона 2009/10 Поль был включен в символическую сборную Лиги 2.

### «Брест»
В августе 2010 года Байсс перешёл в «Брест», который только что поднялся в Лигу 1. 18 сентября Поль дебютировал в высшей французской лиге в гостевом матче с «Нанси» (2:0). 30 ноября он забил свой первый мяч за «Брест» в домашнем матче с «Лансом» (4:1). В двух последующих сезонах Байсс продолжал оставаться основным защитником команды и забил ещё три мяча. В январе 2013 года он получил разрыв крестообразных связок левого колена и выбыл до конца сезона.

### «Сент-Этьен»
В июле 2013 года Байсс перешёл в «Сент-Этьен». Месяц спустя в предсезонном матче с «Греноблем» он получил разрыв крестообразных связок правого колена и в итоге не провёл за новую команду ни одного официального матча в сезоне. Травмы продолжали настигать Байсса, и свой дебют за «Сент-Этьен» он смог отпраздновать лишь 18 сентября 2014 года в матче Лиги Европы против азербайджанского «Карабаха». 3 декабря, в матче против «Монпелье», он дебютировал за «зелёных» в Лиге 1, также оформив первый гол за клуб.

### «Ницца»
6 августа 2015 года «Ницца» взяла Байсса в аренду. В матче 28-го тура сезона 2015/16 против «Бастии» он достиг отметки в 20 матчей за «Ниццу», в результате чего клуб выкупил Поля у «Сент-Этьена» и подписал с ним контракт до 2018 года.
Сезон 2016/17 Байсс начал в качестве капитана «Ниццы». Первый гол в составе «орлят» он забил 21 сентября 2016 года в матче с «Монако» (4:0). В мае 2017 года Байсс заявил, что не будет продлевать контракт с «Ниццей» и покинет клуб по окончании сезона в качестве свободного агента.

### «Малага»
27 июня 2017 года Байсс подписал контракт с «Малагой» до 2020 года с возможностью продления ещё на один год.

### «Бордо»
10 января 2018 года Байсс вернулся в «Бордо», подписав контракт на три с половиной года.

### Международная
Байсс принял участие в чемпионате Европы для юношей не старше 19 лет, где сборная Франции дошла до полуфинала, а сам игрок провёл три матча и забил один мяч.
В 2010 году Байсс сыграл в трёх матчах на турнире в Булоне, где сборная Франции (до 20 лет) заняла третье место.